# 诺鲁瓦莱蓬塔穆松
诺鲁瓦莱蓬塔穆松（法語：Norroy-lès-Pont-à-Mousson，法語發音：[nɔʁwa lɛ pɔ̃.t‿a musɔ̃]，意为“蓬塔穆松附近的诺鲁瓦”）是法国默尔特-摩泽尔省的一个市镇，属于南锡区。

## 地理
诺鲁瓦莱蓬塔穆松（48°56'3"N, 6°1'43"E）面积5.89 平方千米，位于法国大東部大區默尔特-摩泽尔省，该省份为法国东北部内陆省份，是洛林的一部分，北邻比利时、卢森堡，北起顺时针与摩泽尔省、下莱茵省、孚日省和默兹省接壤。
与诺鲁瓦莱蓬塔穆松接壤的市镇（或旧市镇、城区）包括：旺迪耶尔、费昂艾、蒙托维尔、蓬塔穆松、特雷河畔维尔塞、维莱苏普雷尼。

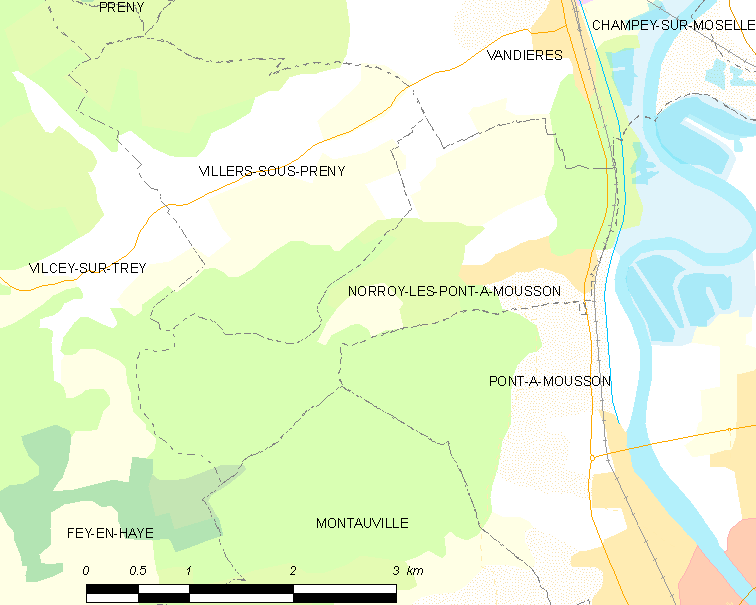
诺鲁瓦莱蓬塔穆松的OSM定位图

诺鲁瓦莱蓬塔穆松的时区为UTC+01:00、UTC+02:00（夏令时）。

## 行政
诺鲁瓦莱蓬塔穆松的邮政编码为54700，INSEE市镇编码为54403。

## 政治
诺鲁瓦莱蓬塔穆松所属的省级选区为蓬塔穆松县。

## 人口

1962-2008年间诺鲁瓦莱蓬塔穆松人口变化图示

诺鲁瓦莱蓬塔穆松于2022年1月1日时的人口数量为1161人。